# Kadasettyhalli, Gubbi
Kadasettyhalli là một làng thuộc tehsil Gubbi, huyện Tumkur, bang Karnataka, Ấn Độ.